# James Eckhouse
James Hays Eckhouse (født 14. februar 1955) er en amerikansk skuespiller, som er bedst kendt for sin rolle som Jim Walsh i tv-serien Beverly Hills 90210. Han har også instrueret 3 episoder af serien. Han var selv med i serien fra 1990 til 1995. Eckhouse læste kortvarigt på MIT og arbejdede som tømrer i bl.a. Danmark, inden hans skuespillerkarriere begyndte.[kilde mangler]
Før rollen i Beverly Hills 90210 var han med i Trading Places (dansk titel "Bossen og Bumsen") og Cocktail med Tom Cruise.
Eckhouse blev i 1982 kæreste og siden gift med Sheila Kiliher Walsh. De har sammen 2 sønner, James "Gabe" Gabriel og John "Zander" Alexander.